# Giorgi Sogoiani
Giorgi Sogoiani (ur. 7 lipca 1997 w Bakuriani) – gruziński saneczkarz, uczestnik zimowych igrzysk olimpijskich.

## Osiągnięcia

### Igrzyska olimpijskie
| Rok  | Miejsce    | Jedynki | Sztafeta |
| ---- | ---------- | ------- | -------- |
| 2018 | Pjongczang | 32.     | -        |

### Mistrzostwa Europy
| Rok  | Miejsce | Jedynki | Sztafeta |
| ---- | ------- | ------- | -------- |
| 2018 | Sigulda | 27.     | -        |

### Mistrzostwa świata juniorów
| Rok  | Miejsce     | Jedynki | Sztafeta |
| ---- | ----------- | ------- | -------- |
| 2015 | Lillehammer | 25.     | -        |
| 2017 | Sigulda     | 19.     | -        |

### Puchar Świata

#### Miejsca w klasyfikacji generalnej
| Sezon     | Miejsce |
| --------- | ------- |
| 2016/2017 | 52.     |
| 2017/2018 | 55.     |
| 2018/2019 | 46.     |